# Kim Cascone
Kim Cascone, anche noto con gli pseudonimi Heavenly Music Corporation e Khem One (Albion, 21 dicembre 1955), è un compositore statunitense.

## Biografia
Nel 1989, Cascone lavorò come assistente di editing musicale durante la registrazione di I segreti di Twin Peaks e Cuore selvaggio di David Lynch. Oltre a pubblicare musica per computer e ad usare la sigla Heavenly Music Corporation (nome tratto da un brano del disco (No Pussyfooting) di Brian Eno e Robert Fripp) con cui fuse ambient, new age, psichedelia, world music e rock progressivo, Cascone entrò a far parte del progetto industrial PGR.
Nel 1996, Cascone vendette le sue etichette Silent Records e Pulsoniq Distribution e iniziò a lavorare come sound designer e compositore per la Headspace di Thomas Dolby. Più tardi, Cascone divenne "Director of Content" della Staccato Systems, una società-costola dell'Università di Stanford, in cui co-inventò un algoritmo chiamato Event Modeling, grazie al quale è possibile creare atmosfere audio realistiche e scenari per videogiochi. Cascone tornò a fare musica nel 1999 e da allora pubblicò dischi usando il proprio nome su varie etichette fra cui la Anechoic, da lui fondata nel 1996.
Nel 2000, Cascone pubblicò l'articolo accademico The Aesthetics of Failure, in cui analizza il modo in cui gli errori e i guasti sistemici del computer permettono di creare musica post-digitale. Egli è anche membro del comitato consultivo del giornale sonoro accademico Interference con sede a Dublino, in Irlanda.
Nel 2016, Cascone riavviò la sua etichetta discografica Silent Records e distribuito musica digitalmente con The Orchard. Nel 2016 Cascone divenne il direttore musicale di Silent Channel su SomaFM, una stazione radio in streaming online che contiene il catalogo della Silent.
Cascone ha pubblicato oltre 40 album dal 1984 e ha collaborato con artisti quali Merzbow, Keith Rowe, Tony Conrad, Scanner, John Tilbury e Pauline Oliveros.

## Discografia parziale

### Discografia solista

#### Come Kim Cascone
- 1998 – Blue Cube
- 1999 – Cathodeflower
- 2001 – Residualism
- 2004 – Gravity Handler
- 2006 – Statistically Improbable Phrases
- 2016 – The Knotted Constellation (Fourteen Rotted Coordinates)

#### Come Heavenly Music Corp
- 1993 – In a Garden of Eden
- 1994 – Consciousness III
- 1995 – Lunar Phase
- 1996 – Anechoic

### Nei gruppi

#### Con i PGR
- 1985 – Silence
- 1986 – The Flickering of Sowing Time
- 1987 – Cyclone Inhabited by Immobility
- 1989 – The Black Field
- 1990 – Fetish, with Arcane Device
- 1992 – The Chemical Bride
- 1995 – The Morning Book of Serpents
- 1996 – A Hole of Unknown Depth